# Commissie Oorlogspleegkinderen
De Commissie Oorlogspleegkinderen (OPK) was een Nederlandse rijkscommissie die in 1945 werd opgericht om de toekomst van oorlogspleegkinderen te bepalen.
In totaal ging het om ongeveer vierduizend kinderen. Circa 3500 Joodse kinderen hadden tijdens de Tweede Wereldoorlog gescheiden van hun ouders bij niet-Joden ondergedoken gezeten; van de helft van deze kinderen waren de ouders in de Duitse vernietigingskampen vermoord. De OPK moest beslissen of zij bij hun pleegouders bleven of werden ondergebracht bij Joodse familieleden. Van circa 500 rooms-katholieke en protestante kinderen waren de ouders omgekomen tijdens een bombardement, van een klein aantal kinderen waren de ouders in Nederlands-Indië omgekomen.

## Geschiedenis
Al voor de bevrijding leefde bij het verzet de vraag wie de voogdij kreeg toegewezen over de Joodse kinderen die ondergedoken waren bij christelijke pleeggezinnen. De gereformeerde juriste  en verzetsvrouw Gezina van der Molen was actief betrokken geweest bij de Kindersmokkel Hollandsche Schouwburg. Op haar initiatief werd in 1944 een wetsvoorstel opgesteld dat bepaalde dat ouders die hun kinderen elders hadden laten onderduiken uit de ouderlijke macht werden gezet. Bij de kantonrechter moesten zij bewijzen nog geschikt te zijn als ouder. Uiteindelijk werd dit voorstel gematigd en was er sprake van "schorsing" van de ouderlijke macht. Om weeskinderen toe te wijzen aan Joodse familieleden, moest worden bewezen dat zij voor de oorlog daadwerkelijk Joods waren opgevoed.
Bekering van Joden was een officiële missie van de gereformeerde en hervormde kerk. Gezina van der Molen stelde zich mede daarom op het standpunt dat de kinderen bij hun pleegouders moesten blijven. Op 1 juni 1945 verklaarde zij in het dagblad Trouw: Onze Joodse kinderen zijn Nederlandse kinderen. Wie de kwestie der oorlogspleegkinderen beschouwt als een zuiver Joodse aangelegenheid, stelt zich op hetzelfde racistische standpunt, waarop onze onderdrukkers stonden. De Joodse gemeenschap wilde deze kinderen door een opvoeding in eigen kring behouden voor het joodse geloof. Om een oplossing te vinden die in het belang van de kinderen was, riep de Nederlandse overheid in mei 1945 de OPK in het leven.
De OPK kreeg de voorlopige voogdij over de oorlogspleegkinderen en was verantwoordelijk voor hun plaatsing. Aanvankelijk bestond de commissie uit 24 en later uit 33 personen, van wie vijftien een Joodse achtergrond hadden. Voorzitter was Gezina van der Molen, directeur Sándor Baracs, adjunct-directeur Jan Meulenbelt. De OPK kreeg veel kritiek, ze zou zich te veel inzetten voor de belangen van de pleegouders. Uit onvrede richtte een aantal Joodse organisaties in augustus 1945 een eigen voogdijvereniging op: Le-Ezrath Ha Jeled (‘Het kind ter hulpe’). Het doel van Le-Ezrath Ha Jeled was de Joodse oorlogspleegkinderen te verzorgen in een Joodse omgeving.
Door de verschillende uitgangspunten ontstonden zowel binnen de OPK als tussen de beide voogdij-instellingen grote spanningen. In juli 1946 stapten elf van de vijftien Joodse leden uit onvrede uit de OPK. De breuk werd gelijmd, maar in maart 1949 volgde een definitieve breuk en in augustus 1949 werd de OPK ontbonden. De Stichting Hulp aan Oorlogspleegkinderen voerde vervolgens de voogdij over 170 oorlogspleegkinderen. Le-Ezrath Ha Jeled ging in 1950 met een aantal andere Joodse voogdij-instellingen samenwerken onder de naam Gefusioneerde Joodse Instellingen voor Kinderbescherming ("de Fusie").
Bij de OPK werden 3942 oorlogspleegkinderen geregistreerd. Van hen gingen 1902 na de bevrijding terug naar hun eigen vader of moeder. In de jaren 1945-1949 behandelde de OPK 1363 voogdijzaken. Over veel kinderen werd jarenlang gestreden, vooral als de pleegouders vonden dat het kind bij hen beter af was. Uiteindelijk kwamen 601 kinderen onder Joodse voogdij en 403 kinderen onder niet-Joodse voogdij. Over de overige 359 kinderen nam de Amsterdamse Voogdijraad een besluit. Van deze kinderen kwam tachtig procent onder Joodse voogdij.

## Meer lezen
- 8 juni 1945 - Joodse kinderen zoeken ouders (en andersom). nos.nl (2020). Geraadpleegd op 28 september 2023.
- Boorsma, Koos. Wie ben ik?. Aspekt [9 november 2018]. ISBN 9789463383769. Gearchiveerd op 23 maart 2023. Geraadpleegd op 29 september 2023.
- Van Walsum, Sander, De zusjes Van den Bergh werden na de oorlog ‘weggegrist’ uit de armen van hun liefdevolle pleegmoeder. de Volkskrant (2 mei 2022). Geraadpleegd op 28 september 2023.
- Withuis, Jolande  (2014). Van wie zijn de kinderen?. de-gids.nl  2014 (4)